# Tinktur
Eine Tinktur (lateinisch Tinctura, entlehnt von tinctura „Färben“, Abkürzung Tct. oder Tinct.) ist ein mittels Mazeration oder Perkolation aus pflanzlichen oder tierischen Grundstoffen hergestellter Extrakt. Als Extraktionsmittel ist nach dem Europäischen Arzneibuch nur die Verwendung von Ethanol in geeigneter Konzentration zugelassen.
Mitunter werden aber auch alkoholische Lösungen anderer Grundstoffe wie Iod als Tinktur bezeichnet, in diesem Fall als Iodtinktur.
Tinkturen, in denen nur eine Pflanze bzw. ein chemischer Stoff wie Iod gelöst wurde, werden in der Fachsprache als Tinctura simplex (einfache Tinktur) bezeichnet, bei mehreren gelösten Substanzen dagegen als Tinctura composita (zusammengesetzte Tinktur).
Sprachgeschichtlich veraltet, in der Heraldik aber noch gebräuchlich, steht der Begriff „Tinktur“ daneben für Färbung (siehe Tingierung).

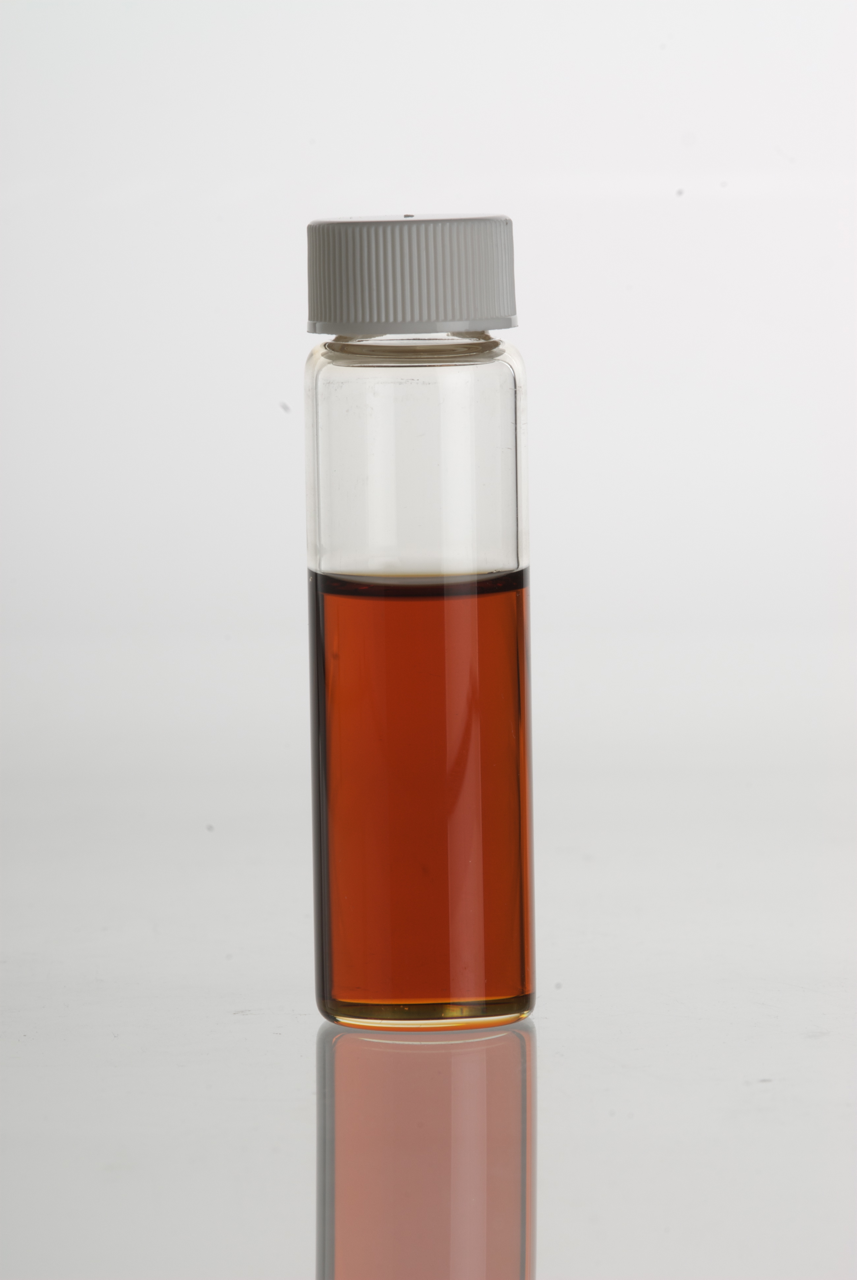
Baldrian-Tinktur
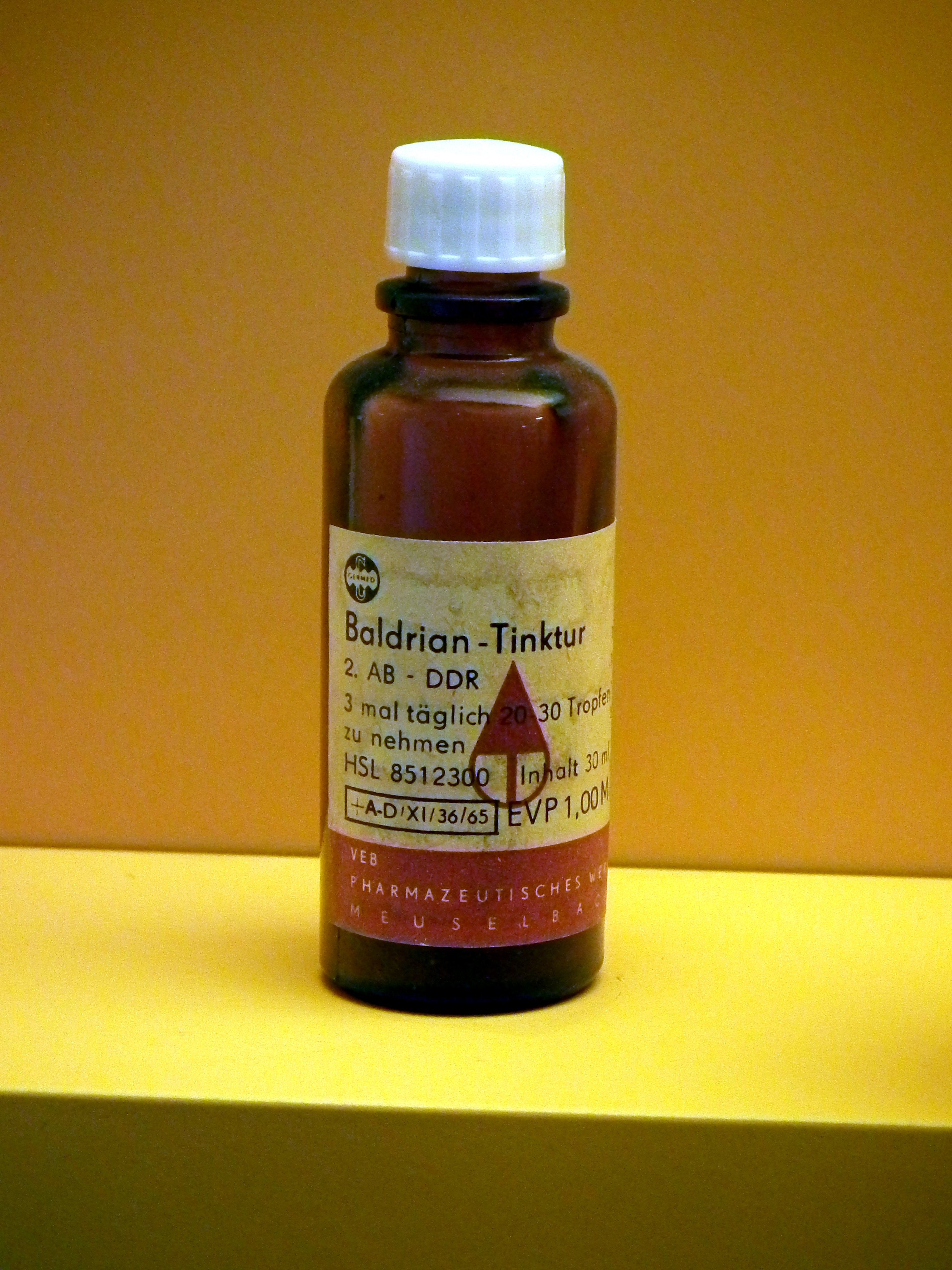
Baldrian-Tinktur